# Karl Krumbacher
Karl Krumbacher (Kürnach im Allgäu, 1856. szeptember 23. – München, 1909. december 12.) német filológus, bizantinológus, a Magyar Tudományos Akadémia külső tagja. A bizánci görögség műveltségi viszonyait tanulmányozó korszerű bizantinológia elméleti alapjainak megteremtője, a törekvései eredményeként a klasszika-filológiától önállósodott szaktudomány úttörő alakja volt.

## Életútja
1875 és 1879 között klasszika-filológiát és indogermanisztikát tanult a müncheni Lajos–Miksa Egyetemen és a Lipcsei Egyetemen. 1879 után a müncheni egyetemen tanított, eközben 1883-ban bölcsészdoktori oklevelet szerzett, 1885-ben pedig magántanárrá habilitált. Ugyancsak 1885-ben görög- és törökországi tanulmányúton járt. 1892-ben nevezték ki a müncheni egyetemre a közép- és újkori görög filológia rendkívüli tanárává, 1897-től haláláig pedig az immár önállósodott tanszék első vezetőjeként, rendes egyetemi tanári címmel végezte az oktatómunkát.

## Munkássága
Kora ifjúságában, tanulmányai során kialakult a közép- és újkori görög nyelv, irodalom és kultúra iránti érdeklődése. Bölcsészdoktori értekezésében a népies görög nyelv történetét tekintette át. Pályája során a bizánci műveltség és irodalom számos kérdésével foglalkozott. Ezek közül jelentőségükben kiemelkednek hagiográfiai – az ókeresztény szentek irodalmi hagyományaira vonatkozó – kutatásai, a közmondás- és szólásanyagra (proverbiumok), valamint az egyházi himnuszköltészetre, különösen a kontakion műfajára irányuló vizsgálatai. 1885-ben Görögországban egyebek mellett lemásolta és kritikai kiadásra előkészítette a nagy bizánci énekköltő, Romanosz Melodosz teljes kontakionhagyatékát; a kiadás azonban csak jóval halála után, 1963-ban – Paul Maas és Constantine Trypanis gondozásában – valósult meg.
1891-ben megjelent, Geschichte der byzantinischen Litteratur című műve mérföldkőnek számít a korszerű bizantinológia történetében, a bizánci irodalom első modern tudományos kézikönyve. A korabeli klasszika-filológia a bizánci kultúrát alapvetően az ókori görög műveltség alacsony fokú és esztétikai értékű utánzásának tekintette. Ezzel az értelmezéssel szembeszállva Krumbacher monográfiájában megteremtette a bizánci irodalom tanulmányozásának újszerű szemléletét: a művelődéstörténeti értékű bizánci történetírás, a sajátos egyházi és népies irodalmi műfajok meglétével érvelt a középkori bizánci műveltségnek a klasszikus, ókori görög kultúrától való nagyfokú különbözősége mellett. Munkája és az abban foglalt eredmények nagymértékben hozzájárultak ahhoz, hogy 1892-ben a müncheni egyetem tanárává nevezték ki. Kevéssel utóbb, 1897-ben – Heinrich Gelzer és Albert Ehrhard közreműködésével – kibővítve és átdolgozva újra kiadta bizánci irodalomtörténeti monográfiáját.
Müncheni egyetemi szemináriuma a bizánci stúdiumok első európai központja lett, olyan, később kiváló bizantinológusok kerültek ki Krumbacher iskolájából, mint August Heisenberg és Paul Maas.
1892-ben alapító szerkesztőként elindította a Byzantinische Zeitschrift című folyóiratot, amely többnyelvű cikkeivel a nemzetközi bizantinológia alapvető fontosságú periodikája lett. Ugyancsak alapító szerkesztője volt az előbbi lap mellékleteként 1898-tól megjelenő Byzantinisches Archiv folyóiratnak.

### Társasági tagságai és elismerései
Több hazai és külföldi tudományos társaság – így a bajor, az osztrák, az orosz, a szerb és a román tudományos akadémiák – tagja volt, 1900-ban pedig a Magyar Tudományos Akadémia is külső tagjává választotta.

### Főbb művei
- Griechische Reise: Blätter aus d. Tagebuche e. Reise in Griechenland u. in d. Türkei. Berlin: Hettler. 1886.
- Geschichte der byzantinischen Litteratur: Von Justinian bis zum Ende des Oströmischen Reiches (527–1453). München: Beck. 1891.
- Mittelgriechische Sprichwörter. München: Bayerische Akademie der Wissenschaften. 1894.
- Die Moskauer Sammlung mittelgriechischer Sprichwörter. München: Bayerische Akademie der Wissenschaften. 1900.
- Das Problem der neugriechischen Schriftsprache. München: Roth. 1902.
- Plan eines Corpus der griechischen Urkunden des Mittelalters und der neueren Zeit. München: Bayerische Akademie der Wissenschaften. 1903.
- Die Photographie im Dienste der Geisteswissenschaften. Leipzig: Teubner. 1906.

## További irodalom
- Pecz Vilmos: Emlékbeszéd Krumbacher Károly k. tag felett. Budapest: Magyar Tudományos Akadémia. 1910.